# پیشتازان فضا: نسل بعدی
پیشتازان فضا: نسل بعدی (به انگلیسی: Star Trek: The Next Generation) یک مجموعه تلویزیونی است که داستان آن حدود ۷۰ سال بعد از سری اصلی پیشتازان فضا اتفاق می‌افتد.
پیشتازان فضا: نسل بعدی (ST:TNG, TNG) توسط جین رادنبری خلق شد و شامل ۱۷۸ قسمت در ۷ فصل بود که از ۲۸ سپتامبر ۱۹۸۷ تا ۲۳ مه ۱۹۹۴ پخش شد.
داستان سریال در قرن ۲۴، حدود ۷۸ سال پس از پیشتازان فضا: سری اصلی اتفاق می‌افتد و بر روی یک فضاپیمای جدید و خدمه‌ای جدید تمرکز دارد.
همان‌طور که پیش‌بینی می‌شد، این سریال مانند نسخه قبلی خود طرفداران زیادی پیدا کرد و تا به امروز نیز محبوبیت خود را حفظ کرده‌است. پیشتازان فضا: نسل بعدی اولین سریال از مجموعه‌های متعددی بود که بر اساس سریال اصلی ساخته شدند. این سریال ۱۸ جایزه امی را از آن خود کرد و در فصل هفتم برای دریافت جایزه امی بهترین سریال درام نامزد شد. همچنین، این سریال ۳ بار نامزد دریافت جایزه هوگو شد و ۲ بار آن را از آن خود کرد. پیشتازان فضا: نسل بعدی پایه‌ای برای ساخت فیلم‌های هفتم تا دهم پیشتازان فضا بود.

## تولید
پس از موفقیت گیشه‌ای فیلم‌های پیشتازان فضا، پارامونت در سال ۱۹۸۶ تصمیم به ساخت یک سریال جدید گرفت. رادنبری در ابتدا تمایلی به همکاری نداشت، اما بعداً به دلیل عدم رضایت از طرح اولیه سریال جدید، در آن دخالت کرد. ساخت سریال پیشتازان فضا: نسل بعدی در ۱۰ اکتبر ۱۹۸۶ به‌طور رسمی اعلام شد.
نسل بعدی اولین تلاش برای ساخت یک سریال جدید پیشتازان فضا نبود. پیش از آن، سریالی به نام «پیشتازان فضا - مرحله دوم» با بازیگران اصلی سریال اول در نظر گرفته شده بود. این سریال به مرحله تولید نرسید، اما منجر به ساخت اولین فیلم پیشتازان فضا شد. برخی از فیلمنامه‌های این سریال بعداً برای نسل بعدی بازنویسی شدند.
رادنبری چند تن از افراد باتجربه در زمینه پیشتازان فضا را استخدام کرد، از جمله باب جاستمن، دی.سی. فونتانا، ادی میلکیس و دیوید گرول. ریک برمن، یکی از کارمندان پارامونت، به درخواست رادنبری به این سریال پیوست.

## فصل ۱
فصل اول با تغییرات مکرر نویسندگان همراه بود. گرول و فونتانا پس از اختلاف نظر با رادنبری از کار کناره‌گیری کردند.
فصل ۱ به‌طور کلی فاقد انسجام و جهت تلقی می‌شود. مارک بورن از «دی‌وی‌دی جورنال» در مورد فصل ۱ نوشت: «یک قسمت معمولی از این فصل به طرح‌های کلیشه‌ای، تمثیل‌های ناشیانه، دیالوگ‌های خشک و غیرطبیعی و شخصیت‌هایی که زمان زیادی طول می‌کشد تا به نظر طبیعی و راحت برسند، متکی بود.» نقدهای دیگری نیز به جلوه‌های ویژه ضعیف و استفاده مکرر از امدادهای غیبی فناورانه برای حل مشکلات وارد شد. با این حال، بازی پاتریک استوارت مورد تحسین قرار گرفت و منتقدان معتقد بودند که شخصیت‌ها در مقایسه با سریال اصلی قابلیت بیشتری برای توسعه دارند.
با وجود اینکه بیشتر قسمت‌های فصل اول داستان‌های مستقلی داشتند، اما اتفاقاتی در آن‌ها رخ داد که بر کل سریال تأثیر گذاشت. ضدقهرمانِ بازگشتیِ «کیو» در قسمت آزمایشی «دیدار در فارپوینت» معرفی شد. نژاد بیگانه «فِرِنگی» برای اولین بار در «آخرین پاسگاه» ظاهر شد. قابلیت‌های «هولو دک» (اتاق تمام‌نگاری) بررسی شد و تاریخچه بین «ویل رایکر» و «دیانا تروی» عمیق‌تر شد.
قسمت‌های بعدی فصل اول پایه و اساس داستان‌های بعدی سریال را تشکیل دادند. «به بلوغ رسیدن» به تلاش‌های «وسلی کراشر» برای ورود به «آکادمی استارفلیت» (دانشکده اخترناوگان) می‌پرداخت. «قلب افتخار» شخصیت «ورف»، «فرهنگ کلینگون» و همکاری ناخوشایند بین فدراسیون و امپراتوری کلینگون را بررسی می‌کرد. در «فرشته یک» برای اولین بار به «رامیولان‌ها»، یکی از بزرگ‌ترین دشمنان در دنیای پیشتازان فضا، اشاره می‌شود، در حالی که قسمت آخر فصل اول، «منطقه بی‌طرف» تا حد زیادی حول محور رویارویی دوباره با آن‌ها می‌چرخد.
شش قسمت از فصل اول برای دریافت جایزه امی نامزد شدند. "۱۱۰۰۱۰۰۱" جایزه "بهترین تدوین صدا برای یک سریال" را دریافت کرد، "خداحافظی بزرگ" جایزه "بهترین طراحی لباس برای یک سریال" را از آن خود کرد و "توطئه" برنده جایزه "بهترین دستاورد در گریم برای یک سریال" شد.

## فصل دوم

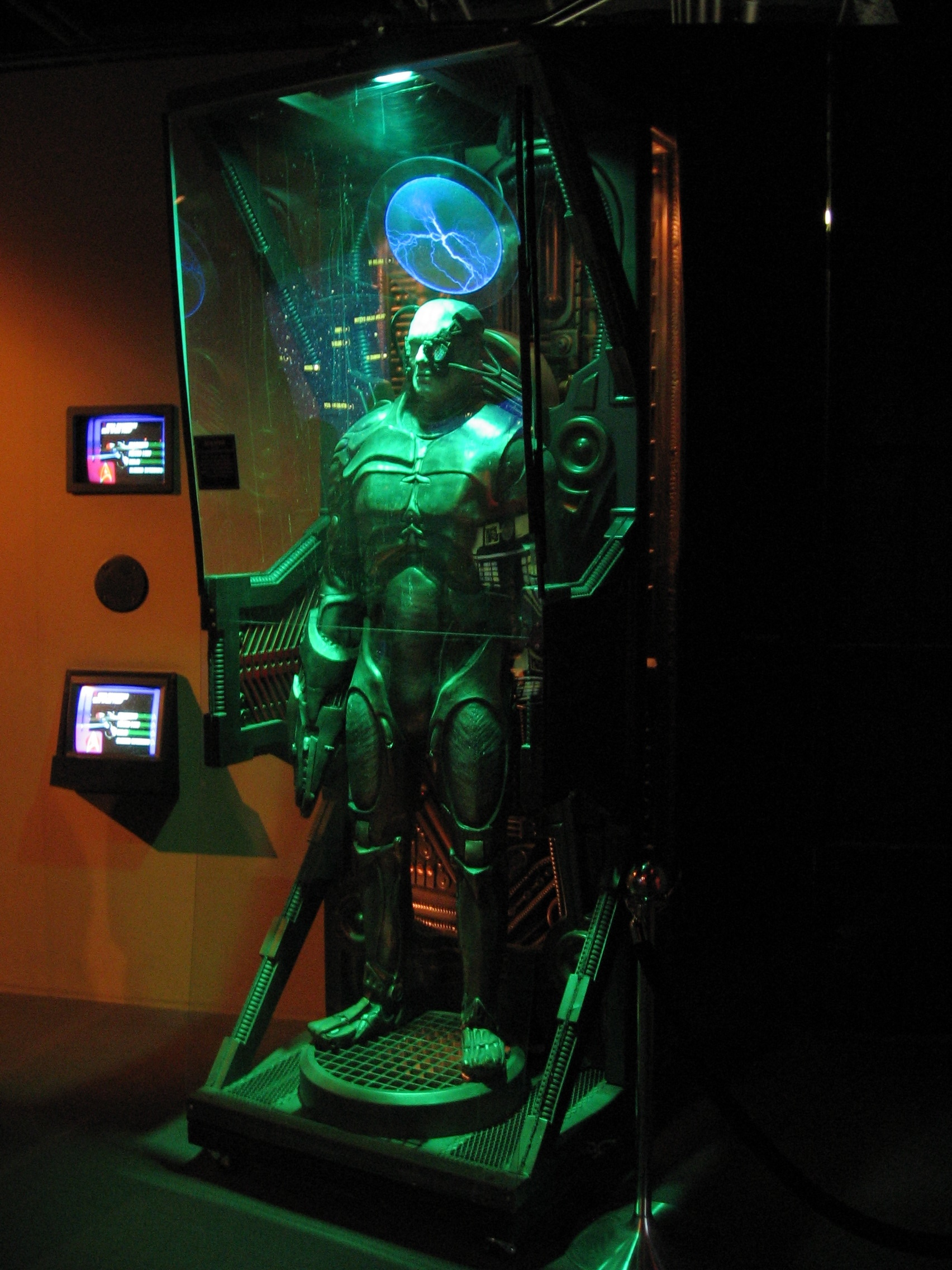
ایستگاه اسکله بورگ استارک.

سریال در فصل دوم تغییرات قابل توجهی داشت. «بورلی کراشر»، پزشک سفینه، با «کاترین پولسکی» که توسط «دیانا مولدور» بازی می‌شد، جایگزین شد. سالن تفریحی سفینه، «ده به جلو» و متصدی بار مرموز، «گینا» برای اولین بار در این فصل ظاهر شدند. تعداد قسمت‌های تولیدشده از ۲۶ به ۲۲ کاهش یافت و شروع فصل به دلیل اعتصاب «انجمن نویسندگان آمریکا» به تعویق افتاد. به دلیل اعتصاب، قسمت افتتاحیه این فصل، «کودک»، بر اساس فیلمنامه‌ای بود که قبلاً برای «پیشتازان فضا: فاز دوم» نوشته شده بود. قسمت آخر فصل دوم، «سایه‌های خاکستری»، یک «نمایش کلیپ» بود. هر دو قسمت مورد انتقادات زیادی قرار گرفتند.
با وجود این، فصل دوم به‌طور کلی به عنوان پیشرفتی نسبت به فصل اول در نظر گرفته شد. به خصوص تمرکز بر روی توسعه شخصیت‌ها مورد تحسین قرار گرفت. تهیه‌کننده مشترک، موریس هورلی، اعلام کرد که مهم‌ترین هدف او برای فصل دوم معرفی داستان‌های دنباله‌دار بود. هورلی قسمت "کیو کیست؟" را نوشت که در آن بورگ برای اولین بار ظاهر شد. فصل دوم بیشتر بر روی توسعه شخصیت دیتا تمرکز داشت. در قسمت‌های "ابتدایی، عزیز دیتا» و "معیار یک مرد" او حتی نقش محوری داشت. مایلز اوبراین نیز در طول فصل دوم به شخصیتی برجسته‌تر تبدیل شد، در حالی که جوردی لا فورژ به مهندس ارشد تبدیل شد. پنج قسمت از فصل دوم در مجموع برای شش جایزه امی نامزد شدند. "کیو کیست؟" برنده "بهترین تدوین صدا برای یک سریال" و "بهترین میکس صدا برای یک سریال درام" شد.

## فصل‌های ۳ تا ۷
در فصل سوم، مایکل پیلر نویسنده اصلی شد و جین رادنبری نقش کم‌فعال‌تری داشت. پیلر و برمن به تهیه‌کنندگان اجرایی تبدیل شدند. رونالد دی. مور پس از ارائه فیلمنامه‌ای که بعداً به قسمت «پیوند» تبدیل شد، به این سریال پیوست. او به «استاد کلینگون» فرنچایز تبدیل شد. شش قسمت از فصل سوم در مجموع برای هشت جایزه امی نامزد شدند. «دیروز، شرکت انتراپرایز» برنده «بهترین تدوین صدا برای یک سریال» و «گناهان پدر» برنده «بهترین طراحی هنری برای یک سریال» شد.
برانون براگا و جری تیلور در فصل چهارم به این سریال پیوستند. هفت قسمت از فصل چهارم برای جوایز امی نامزد شدند. «بهترین هر دو دنیا، قسمت دوم» برنده «بهترین تدوین صدا در یک سریال» و «بهترین میکس صدا برای یک سریال» شد.
فصل پنجم با ادای احترامی به خالق پیشتازان فضا، جین رادنبری، که در ۲۴ اکتبر ۱۹۹۱ درگذشت، آغاز شد. نام او علی‌رغم فوتش در تیتراژ به عنوان «تهیه‌کننده اجرایی» ذکر شد. خود فرنچایز را برمن برعهده گرفت. هفت قسمت از فصل پنجم برای جوایز امی نامزد شدند. «هزینه زندگی» برنده «بهترین دستاورد فردی در طراحی لباس برای یک سریال» و «بهترین دستاورد فردی در گریم برای یک سریال» شد. «مسئله زمان» و «معما» هر دو برنده «بهترین دستاورد فردی در جلوه‌های ویژه بصری» شدند. قسمت «نور درونی» اولین قسمت از زمان «شهر در لبه ابدیت» بود که برنده جایزه هوگو برای بهترین ارائه دراماتیک شد.
سه قسمت از فصل ششم برای جوایز امی نامزد شدند. «تیر زمان، قسمت دوم» برنده «بهترین دستاورد فردی در طراحی لباس برای یک سریال» و «بهترین دستاورد فردی در آرایش مو برای یک سریال» شد. «مشت پر از دیتا» برنده «بهترین دستاورد فردی در صداآمیزی برای یک سریال درام» شد.
فصل هفتم آخرین فصل برای نسل بعدی بود. قسمت آخر، «همه چیز خوب است…»، یک قسمت دو قسمتی بود که در هفته ۱۹ مه ۱۹۹۴ پخش شد. فینال این سریال به‌طور باشکوهی در SkyDome تورنتو پخش شد. هزاران نفر برای تماشای قسمت آخر در استادیوم حاضر شدند. پنج قسمت از فصل هفتم برای جوایز امی نامزد شدند. «همه چیز خوب است…» برنده «بهترین دستاورد فردی در جلوه‌های ویژه بصری» و «پیدایش» برنده «بهترین دستاورد فردی در میکس صدا برای یک سریال درام» شد. «همه چیز خوب است…» همچنین دومین جایزه هوگوی این سریال را از آن خود کرد.

## داستان
هشتاد سال پس از سفرهای جیمز تی. کریک و خدمه‌اش، یک سفینه جدید به نام «اینترپرایز» (USS Enterprise NCC-1701-D) به سفری در اعماق فضا می‌رود. این سفینه که تحت فرماندهی ژان-لوک پیکارد است، مأموریت دارد تا به اکتشاف و مذاکره بپردازد و در صورت نیاز، بجنگد.
هر قسمت با یک مقدمه شفاهی از پاتریک استوارت آغاز می‌شود که متن آن تقریباً شبیه به متن سریال اصلی است. فقط عبارت «هیچ مردی» با عبارت «هیچ‌کس» که جنسیت خنثی‌تر است جایگزین شده و «مأموریت ۵ ساله» با «مأموریت ادامه‌دار» جایگزین شده‌است:
فضا: مرز آخر. این است سفرهای سفینه فضایی «اینترپرایز». مأموریت ادامه‌دار آن: کاوش در دنیاهای جدید و عجیب، جستجوی حیات و تمدن‌های جدید، رفتن به جایی که هیچ‌کس تا به حال نرفته‌است.
خدمه اینترپرایز در سفرهای خود با نژادها و گونه‌های جدید بسیاری ملاقات می‌کنند. داستان‌های دراماتیکی مانند سفر در زمان، بلایای طبیعی و درگیری‌ها در قسمت‌های مختلف این سریال گنجانده شده‌است.

## بازیگران
| شخصیت            | بازیگر         | سمت                        | نژاد/گونه              | ویژگی‌ها                                                             |
| ژان-لوک پیکارد   | پاتریک استوارت | کاپیتان                    | انسان                  |                                                                     |
| ویلیام تی. رایکر | جاناتان فرانکس | افسر اول                   | انسان                  | در فیلم TNG "نمسیس" با دینا تروی ازدواج می‌کند                       |
| بورلی کراشر      | گیتز مک‌فادن    | پزشک کشتی                  | انسان                  | مادر وسلی کراشر                                                     |
| دیتا             | برنت اسپاینر   | افسر دوم                   | اندروید                | در فیلم TNG "نمسیس" می‌میرد                                          |
| دینا تروی        | مارینا سیرتیس  | مشاور                      | دورگه انسان و بتازوئید | توانایی همدلی، در فیلم TNG "نمسیس" با ویلیام تی. رایکر ازدواج می‌کند |
| تاشا یار         | دنیس کرازبی    | رئیس امنیت (ستوان)         | انسان                  | در قسمت "پوست شیطان" در "فصل ۱" می‌میرد                              |
| وُرف، پسر موگ     | مایکل دورن     | رئیس تاکتیکی/امنیت (ستوان) | کلینگون                |                                                                     |
| جوردی لافورج     | لِوَر بورتون     | مهندس ارشد                 | انسان                  | نابینا                                                              |
| وسلی کراشر       | ویل ویتون      | دانشجو                     | انسان                  | پسر دکتر کراشر                                                      |
| گینا             | وپی گلدبرگ     | متصدی بار                  | ال-اوریایی             | توانایی همدلی                                                       |
| مایلز اوبراین    | کلم مینی       | رئیس بخش انتقال            | انسان                  |                                                                     |
| لاکسانا تروی     | مجِل بارِت       |                            | بتازوئید               | توانایی همدلی، مادر دینا تروی                                       |
| کیو              | جان دو لینسی   | کیو                        | کیو                    | جاودانه، فراتر از طبیعت                                             |

تغییرات در لیست بازیگران:
- دنیس کرازبی در پایان فصل ۱ سریال را ترک کرد.
- شخصیت وُرفِ مایکل دورن در فصل ۲ به عنوان جایگزین یار در نقش رئیس امنیت و تاکتیکی معرفی شد.
- کرازبی در قسمت‌های «دیروز، اینترپرایز» و «همه چیز خوب است…» دوباره ظاهر شد. او همچنین در قسمت دو قسمتی «رهایی» نقش دخترش را بازی کرد.

## ارتباط با دیگر تجسم‌های پیشتازان فضا
موسیقی متن این سریال، تم اصلی سریال اصلی ساخته شده توسط الکساندر کوریج را با مقدمه جری گلداسمیت برای فیلم سینمایی پیشتازان فضا ترکیب می‌کند.
برخی از دکورهای سریال اصلی برای نسل بعدی بازسازی و استفاده شدند. قسمتی از اتاق انتقال در نسل بعدی نیز در دکور اتاق انتقال سریال اصلی پیشتازان فضا به کار گرفته شد.
تنوع‌هایی از کامپیوتر LCARS اینترپرایز در اسپین‌آف‌های دیپ اسپیس ناین و وویجر و همچنین فیلم‌های نسل بعدی ظاهر شدند. این سریال همچنین سیستم تاریخ‌گذاری stardate با ۵ رقم را معرفی کرد. تاریخ‌گذاری ابتدایی دیپ اسپیس ناین با عدد ۴۶۳۷۹، با فصل ششم نسل بعدی و تاریخ‌گذاری ۴۸۳۱۵ وویجر با فصل هشتم فرضی نسل بعدی همخوانی دارد.
سه بازیگر از سریال اصلی پیشتازان فضا در نقش‌های معروف خود در نسل بعدی ظاهر شدند: دفارست کلی در نقش لئونارد مک‌کوی در قسمت «دیدار در فارپوینت»، لئونارد نیموی در نقش اسپاک در قسمت «اتحاد» و جیمز دوهان در نقش مونتگومری اسکات در قسمت «یادگاری‌ها». مارک لینارد نقش سارک را در هر دو قسمت «سارک» و «اتحاد، قسمت اول» بازی کرد. کلینگون‌ها که در سریال قبلی دشمن بودند، در این سریال به متحدان فدراسیون تبدیل شده بودند.
نسل بعدی دو شخصیتی را معرفی کرد که بعداً در دیپ اسپیس ناین نقش‌های مهمی داشتند: مایلز اوبراین (با بازی کلم مینی) و وُرف.
رجینالد بارکلی، دینا تروی، کیو، ویلیام رایکر و جوردی لافورج در وویجر ظاهر شدند. تام پاریس، یکی از شخصیت‌های اصلی وویجر، بر اساس شخصیت نیکلاس لوکارنو در نسل بعدی ساخته شده بود. رابرت دانکن مک‌نیل که نقش لوکارنو را بازی می‌کرد، نقش پاریس را نیز ایفا کرد.
دینا تروی و ویلیام رایکر در قسمت پایانی انترپرایز با نام "این است سفرهای …" ظاهر شدند.